# Philippe Chauveau (écrivain)
Pour les articles homonymes, voir Philippe Chauveau.
 (juin 2019).
Philippe Chauveau est un écrivain, scénariste et bédéiste québécois né à Ville Saint-Laurent, en 1960.

## Biographie
Il travaille comme éducateur spécialisé auprès des jeunes.
Il collabore à plusieurs émissions de télévision pour les enfants et les adolescents : Télé-Pirate, Court-Circuit, Les Débrouillards et Le Club des 100 watts. Il participe également à la scénarisation de courts numéros pour l’émission Samedi de rire.

## Œuvres
- Série BD Les Aventures de Billy Bob, illustrée par Rémy Simard, éditions Boréal

série en cours, le tome 12 Les Hommes-Ballounes paraît en février 2015
- Le Livre dont vous êtes le parfait idiot, Éditions du Boréal, 1988,  (ISBN 978-2-98011-051-1)
- ses divers ouvrages, sur le site de son éditeur, Boréal

## Récompenses
- 1988
  - Prix Raymond-Beauchemin, Robots et Robots, inc.
  - Concours littéraire ACELF
- 1989 - Prix de la Bande dessinée québécoise, Les Momie’s
- Prix Jeunesse de Festival de Palaiseau, Bébé, sexe & Rock and Roll[Quand ?]